# Grušova
Grušova – wieś w Słowenii, w gminie miejskiej Maribor. W 2018 roku liczyła 72 mieszkańców. 